# Skinskolten
Skinskolten är en kulle i Antarktis. Den ligger i Östantarktis. Norge gör anspråk på området. Toppen på Skinskolten är 34 meter över havet.
Terrängen runt Skinskolten är platt, och sluttar norrut. Trakten är obefolkad. Det finns inga samhällen i närheten.